# Luclishuananan
Luclishuananan es un despoblado peruano ubicado en el distrito de Gorgor, perteneciente a la provincia de Cajatambo del departamento de Lima, al centro oeste del Perú. 

## Ubicación
Luclishuananan se ubica al sureste de la provincia de Cajatambo, en el distrito de Gorgor, en el departamento de Lima.

## Demografía
En 2017 Luclishuananan no tuvo a ningún habitante empadronado, y tenía 3 viviendas.